# Chota Nagpur

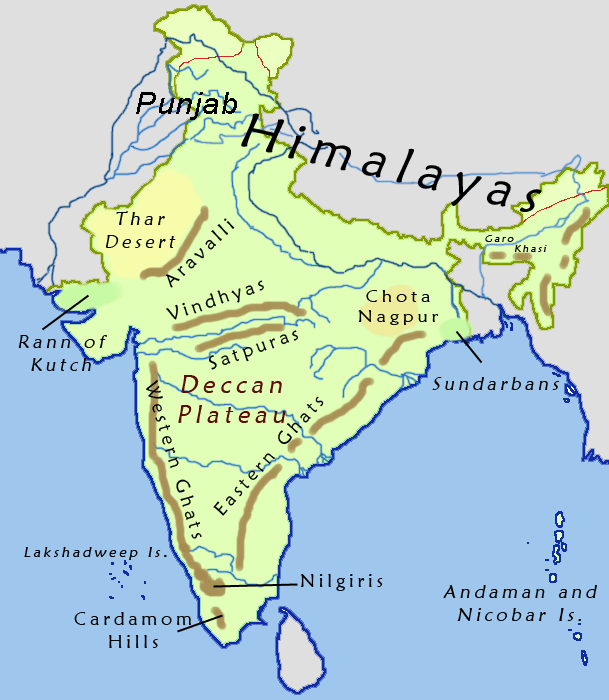
de locatie van Chota Nagpur

Chota Nagpur is een plateau in oostelijk India, die het grootste deel van de staat Jharkhand beslaat en aangrenzende delen van Odisha, Bihar en Chhattisgarh. De Indus-Gangesvlakte ligt ten noorden en ten oosten van het plateau en in het zuiden ligt het bekken van de rivier Mahanadi. 
De totale oppervlakte van Chota Nagpur bedraagt zo'n 65.000 km². Chota Nagpur bestaat uit drie kleinere plateaus; die rond Ranchi, Hazaribagh en Koderma. Het plateau rond Ranchi is het grootste van de drie, met een gemiddelde hoogte van zo'n zevenhonderd meter. Een groot deel van het plateau is bedekt met droge bladverliezende wouden en er bevinden zich enkele bekende watervallen. Het gebied is een van de weinig overgebleven Indiase toevluchtsoorden voor tijgers en olifanten.
Het plateau bestaat uit zeer oud precambrisch gesteente. Chota Nagpur staat bekend om zijn grote voorraden ertsen en steenkool. Deze natuurlijke hulpbronnen zijn erg belangrijk voor de industrie in de vallei van de Damodar.